# Fehértorkú szajkó
A fehértorkú szajkó (Cyanolyca mirabilis) a madarak osztályának verébalakúak (Passeriformes) rendjébe és a varjúfélék (Corvidae) családjába tartozó faj.

## Rendszerezése
A fajt Edward William Nelson amerikai ornitológus írta le 1903-ban.

## Előfordulása
Mexikó délnyugati részén honos. Természetes élőhelyei a szubtrópusi vagy trópusi hegyi esőerdők. Állandó, nem vonuló faj.

## Megjelenése
Testhossza 25 centiméter.

## Természetvédelmi helyzete
Az elterjedési területe kicsi, egyedszáma 1500-7000 példány közötti és csökken. A Természetvédelmi Világszövetség Vörös listáján sebezhető fajként szerepel.